# 饶守坤
饶守坤（1915年9月30日—2006年9月14日），中国人民解放军中将。
1955年获一级八一勋章、二级独立自由勋章、一级解放勋章，1988年获一级红星功勋荣誉章。文化大革命中遭到迫害，1971年恢复工作。
1975年，接替马忠全，担任北海舰队司令员。1980年，由杨力接任。1955年，授中国人民解放军中将军衔。